# Poblado Uruguay
Poblado Uruguay ist eine Ortschaft in Uruguay.

## Geographie
Poblado Uruguay befindet sich auf dem Gebiet des Departamento Cerro Largo in dessen Sektor 3 nahe der Grenze zu Brasilien. Der Ort liegt im südöstlichen Teil des Departamentos nordwestlich von Río Branco. In südlicher Richtung ist Getulio Vargas gelegen.

## Einwohner
Poblado Uruguay hatte bei der Volkszählung im Jahre 2011 104 Einwohner, davon 58 männliche und 46 weibliche. Bei den vorhergehenden Volkszählungen von 1963 bis 2004 wurden für den Ort keine statistischen Daten erfasst.
| Jahr | Einwohner |
| ---- | --------- |
| 1963 | -         |
| 1975 | -         |
| 1985 | -         |
| 1996 | -         |
| 2004 | -         |
| 2011 | 104       |

Quelle: Instituto Nacional de Estadística de Uruguay